# كاثي ويلكس
كاثي ويلكس (بالإنجليزية: Cathy Wilkes)‏ هي فنانة تشكيلية بريطانية، ولدت في 1966 في بلفاست في المملكة المتحدة.